# Deleted Scenes from the Cutting Room Floor
Deleted Scenes from the Cutting Room Floor ist das Debütalbum der niederländischen Pop-Jazz Sängerin Caro Emerald. Es wurde am 29. Januar 2010 in den Niederlanden veröffentlicht.
In der ersten Woche nach der Veröffentlichung debütierte das Album auf Platz 1 der niederländischen Albumcharts, dort war das Album bis zum 19. November 2010 immer auf Platz 1 und stellte mit 29 Wochen den Rekord für die meisten Wochen auf Platz 1 der Albumcharts ein, der bisherige Rekord wurde von Michael Jacksons Thriller gehalten.
Im Jahr 2011 erreichte das Album auch in Österreich Platz 1 der Albumcharts, einige Wochen nachdem Caro Emerald dort mit A Night Like This ihren ersten Nummer-eins-Hit feiern konnte.
Bis heute wurden von dem Album über eine Million Einheiten verkauft.
Im August 2010 gab Caro Emerald bekannt, dass Dramatico Records ihr Debütalbum auch im Vereinigten Königreich veröffentlichen wird. In Italien erreichte das Album Platz 14 der Albumcharts und in Frankreich Platz 79.

## Titelliste
1. That Man (3:51) – David Schreurs/Vincent Degiorgio
2. Just One Dance (4:01) – David Schreurs/Jan van Wieringen/Vincent Degiorgio
3. Riviera Life (3:29) – David Schreurs/Jan van Wieringen/Sander Rozeboom/Vincent Degiorgio
4. Back It Up (3:53) – David Schreurs/Jan van Wieringen/Robin Veldman/Vincent Degiorgio
5. The Other Woman (5:33) – David Schreurs/Jan van Wieringen/Caroline van der Leeuw/Vincent Degiorgio
6. Absolutely Me (2:46) – David Schreurs/Vincent Degiorgio
7. You Don’t Love Me (3:54) – David Schreurs/Caroline van der Leeuw/Vincent Degiorgio
8. Dr. Wanna Do (3:02) – Daan Herweg/David Schreurs/Jan van Wieringen/Caroline van der Leeuw/Vincent Degiorgio
9. Stuck (4:33) – David Schreurs/Vincent Degiorgio
10. I Know That He’s Mine (4:17) – David Schreurs/Caroline van der Leeuw/Vincent Degiorgio
11. A Night Like This (3:47) –  David Schreurs/Jan van Wieringen/Vincent Degiorgio
12. The Lipstick on His Collar (3:37) – David Schreurs/Rozeboom/Vincent Degiorgio

## Auszeichnungen für Musikverkäufe
| Land/Region                  | Auszeichnungen für Musikverkäufe (Land/Region, Auszeichnung, Verkäufe) | Verkäufe  |
| ---------------------------- | ---------------------------------------------------------------------- | --------- |
| Deutschland (BVMI)           | Platin                                                                 | (200.000) |
| Europa (IFPI)                | Platin                                                                 | 1.000.000 |
| Europa (Impala)              | Diamant                                                                | (200.000) |
| Niederlande (NVPI)           | 6× Platin                                                              | (300.000) |
| Österreich (IFPI)            | Gold                                                                   | (10.000)  |
| Polen (ZPAV)                 | 3× Platin                                                              | (60.000)  |
| Schweiz (IFPI)               | Gold                                                                   | (15.000)  |
| Vereinigtes Königreich (BPI) | Platin                                                                 | (300.000) |
| Insgesamt                    | 2× Gold · 12× Platin · 1× Diamant ·                                    | 1.000.000 |